# 1465

## Esdeveniments
Països Catalans
- Abril - juny: Setge de la Bisbal d'Empordà dintre de la Guerra Civil Catalana.

Resta del món
- 20 d'octubre - Montenaken (Principat de Lieja) - Batalla de Montenaken entre les forces de Felip III de Borgonya i les milícies liegeses.
- 22 de desembre - Sint-Truiden (Principat de Lieja): es signa la Pau de Sint-Truiden que significa l'annexió de fet del principat de Lieja al ducat de Borgonya.

## Naixements
Països Catalans
Resta del món
- 11 de setembre - Japó: Ashikaga Yoshihisa, 25è shogun.

## Necrològiques
Països Catalans
Resta del món